# Prix international de la femme de courage
Le prix international de la femme de courage (en anglais : International Women of Courage Award) est un prix américain décerné, chaque année, par le département d'État américain, aux femmes du monde entier qui ont fait preuve de leadership, de courage, d'ingéniosité et de volonté de se sacrifier pour les autres, en particulier pour une meilleure promotion des droits des femmes.

## Histoire
Le prix est créé en 2007 par la secrétaire d'État américaine Condoleezza Rice lors de la journée internationale des femmes, une célébration annuelle observée chaque 8 mars, en de nombreux pays à travers le monde. Les ambassades des États-Unis ont le droit de recommander une femme comme candidate.

## Les lauréates (par année)

### 2007
- Jenni Williams du Zimbabwe[3]
- Siti Musdah Mulia, Indonésienne[3]
- Ilze Jaunalksne, Lettone[3]
- Samia al-Amoudi d'Arabie saoudite[3]
- Mariya Ahmed Didi des Maldives[3]
- Susana Trimarco, d'Argentine[3]
- Mary Akrami d'Afghanistan[3]
- Aziza Siddiqui d'Afghanistan[3]
- Sundus Abbas d'Irak[3]
- Shatha Abdul Razzak Abbousi d'Irak[3]

### 2008
Le seconde cérémonie a lieu le 10 mars 2008 et est accueillie par Condoleezza Rice. Elle honore 8 femmes sur les 95 suggérées par les ambassades américaines, à travers le monde :
- Suraya Pakzad (Afghanistan)
- Virisila Buadromo (Fidji)
- Eaman al-Gobory (Irak)
- Valdete Idrizi (Kosovo)
- Begum Jan (Pakistan)
- Nibal Thawabteh (Palestine)
- Cynthia Bendlin (Paraguay)
- Farhiyo Farah Ibrahim (Somalie)

### 2009
- Mutabar Tadjibayeva d'Ouzbékistan[5]
- Ambiga Sreenevasan de Malaisie
- Wazhma Frogh d'Afghanistan
- Norma Cruz du Guatemala
- Suaad Allami d'Irak
- Hadizatou Mani du Niger
- Veronika Martchenko de Russie
- Reem Al Numery du Yémen

### 2010
- Shukria Asil d'Afghanistan[6].
- Shafiqa Quraishi d'Afghanistan[6].
- Androula Henriques de Chypre[6].
- Solange Pierre de Haïti[6].
- Shadi Sadr d'Iran[6].
- Ann Njogu du Kenya[6].
- Lee Ae-ran de Corée du Nord[6].
- Jansila Majeed du Sri Lanka[6].
- Marie Claude Naddaf de Syrie[6].
- Jestina Mukoko du Zimbabwe[6].

### 2011
- Maria Bashir d'Afghanistan[7]
- Henriette Ekwe Ebongo du Cameroun[7]
- Guo Jianmei de Chine[7]
- Eva Abu Halaweh de Jordanie[7]
- Marisela Morales Ibáñez du Mexique[7]
- Ágnes Osztolykán de Hongrie[7]
- Roza Otounbaïeva du Kirghizistan[7]
- Ghulam Sughra du Pakistan[7]
- Yoani Sánchez de Cuba[7]
- Nasta Palajanka de Biélorussie[7]

### 2012
- Aneesa Ahmed des Maldives[8]
- Zin Mar Aung de Birmanie[8]
- Samar Badawi d'Arabie saoudite[8]
- Shad Begum du Pakistan[8]
- Maryam Durani d'Afghanistan[8]
- Pricilla de Oliveira Azevedo du Brésil[8]
- Hana Elhebshi de Libye[8]
- Jineth Bedoya Lima de Colombie[8]
- Şafak Pavey de Turquie[8]
- Hawa Abdallah Mohammed Salih[8] du Soudan
- Gabi Calleja[8] de Malte

### 2013
- Malalai Bahaduri d'Afghanistan[9]
- Julieta Castellanos du Honduras[9]
- Josephine Obiajulu Odumakin du Nigeria[9]
- Elena Milachina de Russie[9]
- Fartuun Adan de Somalie[9]

Trois des lauréates n'ont pas pu se rendre à Washington :
- Tạ Phong Tần du Viêt Nam[9]
- Razan Zaitouneh de Syrie[9]
- Tsering Woeser de Chine[9]

Un prix posthume a été décerné également à Jyoti Singh, une étudiante violée et assassinée dans un bus à la fin de l'année 2012 en Inde.

### 2014
- Nasrin Oryakhil d'Afghanistan[10].
- Roshika Deo des îles Fidji[10]
- Rusudan Gotsiridze de Géorgie[10]
- Iris Yassmin Barrios Aguilar du Guatemala[10]
- Laxmi d'Inde[10]
- Fatimata Touré du Mali[10]
- Maha Al Muneef d'Arabie saoudite[10]
- Oinikhol Bobonazarova du Tadjikistan[10]
- Rouslana Lyjytchko d'Ukraine[10]
- Beatrice Mtetwa du Zimbabwe[10]

### 2015
- Niloofar Rahmani d'Afghanistan[11]
- Nadia Sharmeen du Bangladesh[11]

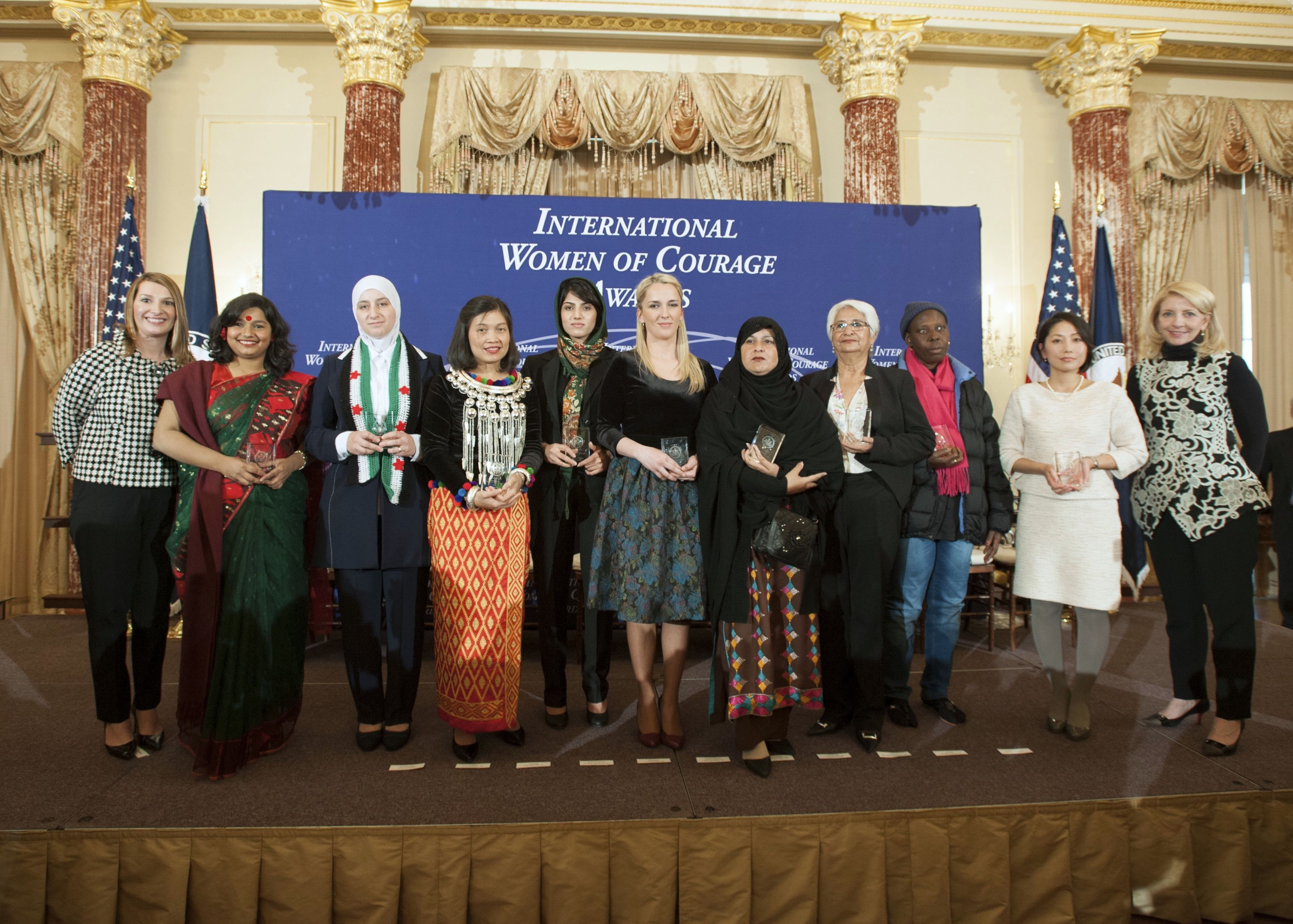
La secrétaire d'État adjoint (à l'extrême gauche) et l'ambassadeur itinérant des États-Unis pour les questions relatives aux femmes dans le monde Cathy Russell (à l'extrême droite), entourent les récipiendaires 2015.

- Rosa Julieta Montaño Salvatierra de Bolivie[11]
- May Sabai Phyu de Birmanie[11]
- Émilie Béatrice Epaye de la République centrafricaine[11]
- Marie Claire Tchecola de Guinée[11]
- Sayaka Osakabe du Japon[11]
- Arbana Xharra du Kosovo[11]
- Tabassum Adnan du Pakistan[11]
- Majd Izzat al-Chourbaji de Syrie[11]

### 2016
- Latifa Ibn Ziaten de France[12],[13]
- Sara Hossain du Bangladesh[14]
- Debra Baptist-Estrada du Belize[15]
- Ni Yulan de Chine[13]
- Thelma Aldana du Guatemala[16]
- Nagham Nawzat d'Irak[13],[17]
- Nisha Ayub de Malaisie[18]
- Fatimata Mbaye de Mauritanie[19]
- Janna Nemtsova de Russie[13]
- Zuzana Števulová de Slovaquie[20]
- Awadeya Mahmoud du Soudan[21]
- Vicky Ntetema de Tanzanie[19]
- Rodjaraeg Wattanapanit de Thaïlande[22]
- Nihal Naj Ali Al-Awlaqi du Yémen[23]

### 2017

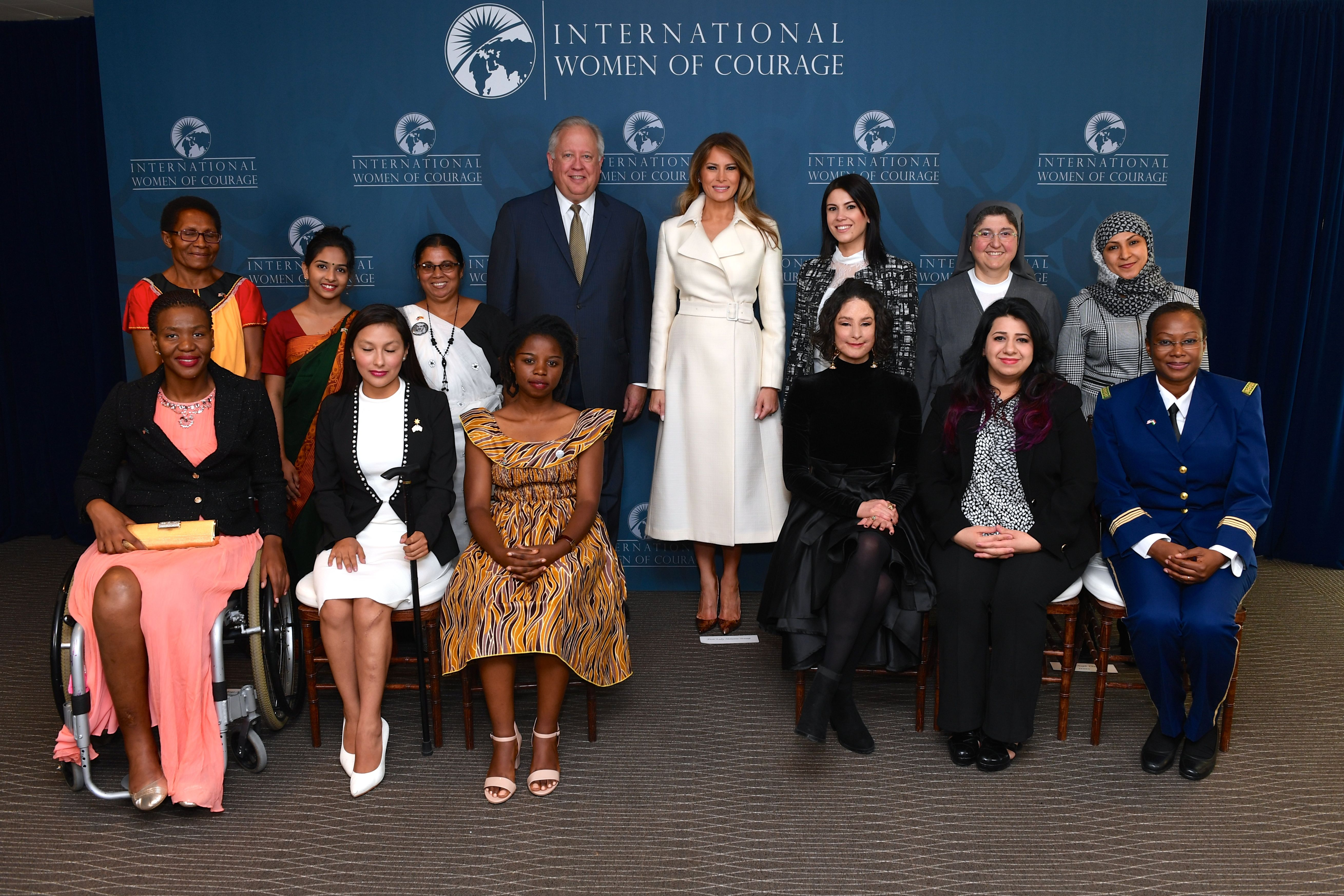
Melania Trump et Thomas A. Shannon avec l'ensemble des récipiendaires 2017.

Le 29 mars 2017, la première dame des États-Unis Melania Trump et le sous-secrétaire d’État aux Affaires politiques Thomas A. Shannon, présentent la cérémonie 2017 au Département d'État des États-Unis. Les femmes suivantes sont reconnues comme femmes de courage, :
- Sharmin Akter (Bangladesh)
- Malebogo Molefhe (Botswana)
- Natalia Ponce de León (Colombie)
- Rebecca Kabugho (République démocratique du Congo)
- Jannat Al Ghezi (Irak)
- Aichatou Ousmane Issaka (Niger)
- Veronica Simogun (Papouasie-Nouvelle-Guinée)
- Arlette Contreras (Pérou)
- Sandya Eknelygoda (Sri Lanka)
- Carolin Tahhan Fachakh (Syrie)
- Saadet Ozkan (Turquie)
- Nguyễn Ngọc Như Quỳnh (Viêt Nam)
- Fadia Najib Thabet (Yémen)

### 2018
Le 28 mars 2018, les prix sont décernés à :
- Roya Sadat (Afghanistan)
- Aura Elena Farfán (Guatemala)
- Julissa Villanueva (Honduras)
- Aliyah Khalaf Saleh (Irak)
- Maria Elena Berini (Italie)
- Aiman Umarova (Kazakhstan)
- Feride Rushiti (Kosovo)
- L’Malouma Said (Mauritanie)
- Godeliève Mukasarasi (Rwanda)
- Sirikan Charoensiri (Thaïlande)

### 2019

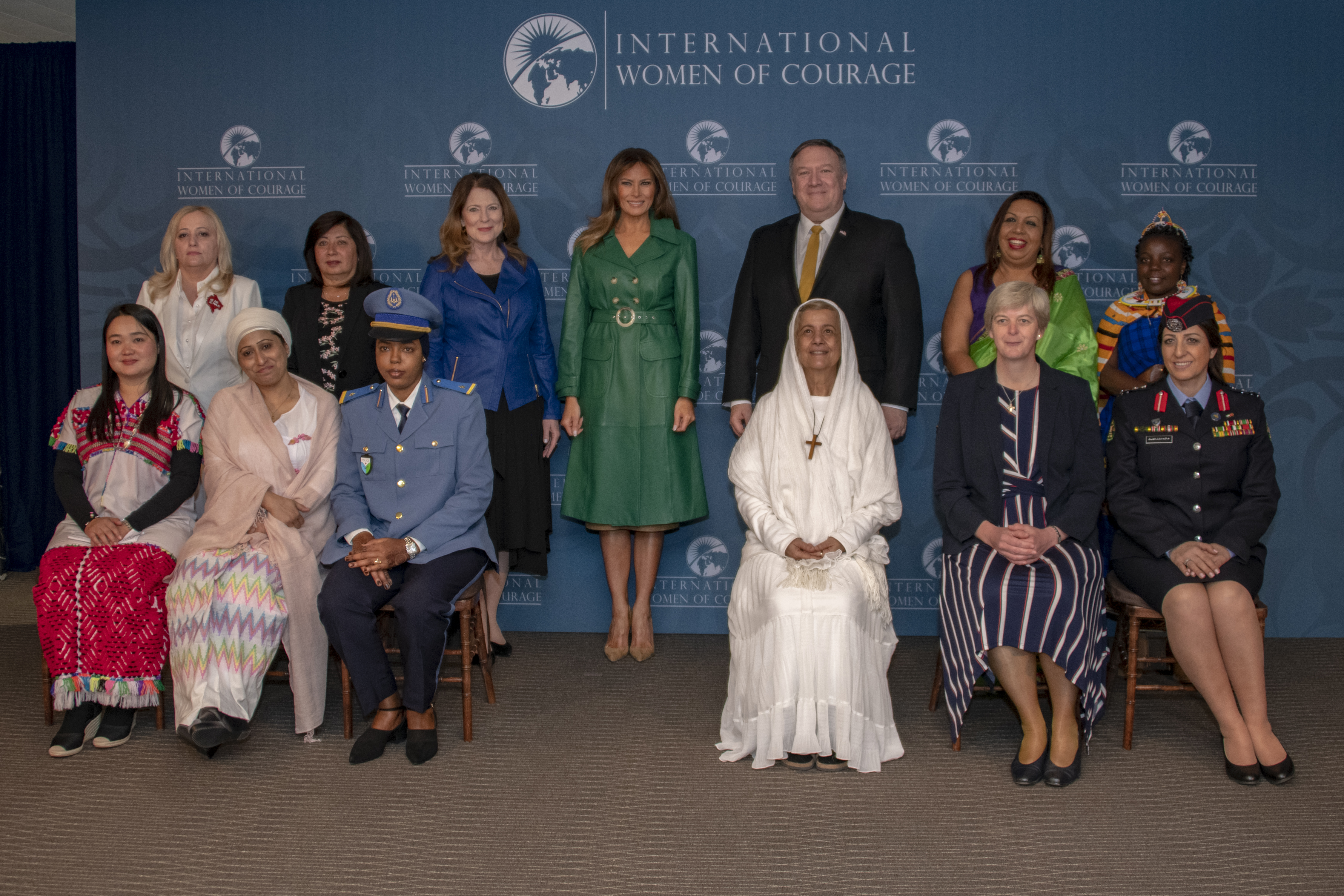
Les lauréates du Prix international de la femme de courage 2019.

Le 7 mars 2019, le département d'État des États-Unis, organise la cérémonie de remise des prix 2019. Les lauréates sont :
- Razia Sultana (Bangladesh)
- Naw K’nyaw Paw (Birmanie)
- Moumina Houssein Darar (Djibouti)
- Mama Maggie (Égypte)
- Khalida Khalaf Hanna al-Twal (Jordanie)
- Orla Treacy (Irlande)
- Olivera Lakić (Montenegro)
- Flor de María Vega Zapata (Pérou)
- Marini de Livera (Sri Lanka)
- Anna Aloys Henga (Tanzanie)

Selon le magazine Foreign Policy, un prix destiné à Jessikka Aro, journaliste d'investigation finlandaise, était annoncé, en janvier 2019. Il est annulé en mars 2019, peu avant la cérémonie.

### 2020

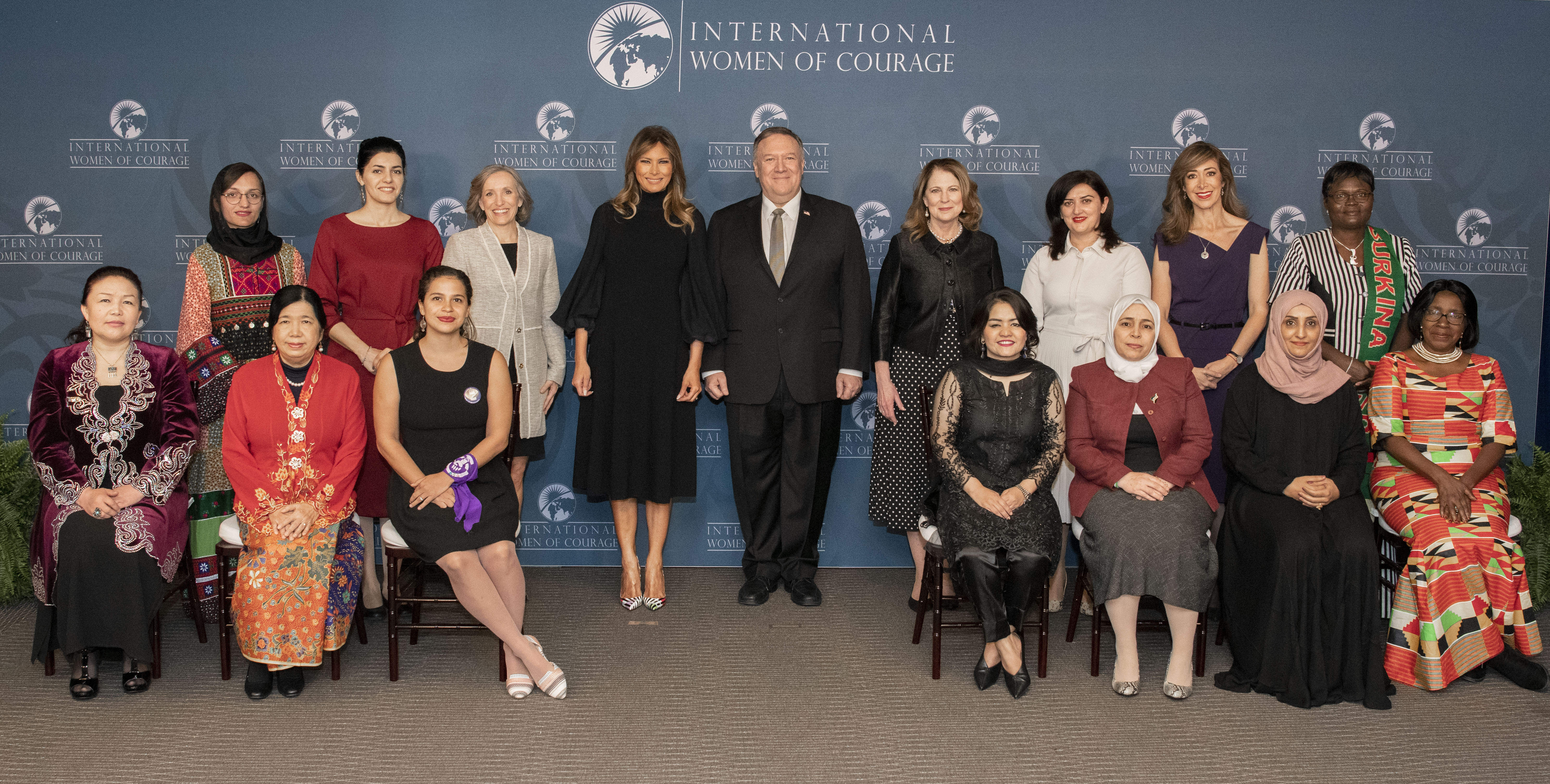
Les lauréates du Prix international de la femme de courage 2020.

Le 4 mars 2020, le département d'État des États-Unis organise la cérémonie de remise des prix 2020. Les lauréates sont :
- Zharifa Ghafari (Afghanistan)
- Lucy Kotcharian (Arménie)
- Shahla Humbatova (Azerbaïdjan)
- Ximena Galarza (Bolivie)
- Claire Ouedraogo (Burkina Faso)
- Sayragul Sauytbay (Chine)
- Susanna Liew (Malaisie)
- Amaya Coppens (Nicaragua)
- Jalila Haider (Pakistan)
- Amina Khoulani (Syrie)
- Yasmin al Qadhi (Yémen)
- Rita Nyampinga (Zimbabwe)

### 2021
Le 8 mars 2021, le département d'État des États-Unis organise la cérémonie de remise des prix 2021. Les lauréates sont :
- Fatima Natasha Khalil (Afghanistan)[N 1]
- Fatima Rajabi (Afghanistan)[N 1]
- Freshta Kohistani (Afghanistan)[N 1]
- Malalai Maiwand (Afghanistan)[N 1]
- Maryam Noorzad (Afghanistan)[N 1]
- Sharmila Frough (Afghanistan)[N 1]
- Maria Kolesnikova (Biélorussie)
- Phyoe Phyoe Aung (Birmanie)
- Maximilienne Ngo Mbe (Cameroun)
- Wang Yu (Chine)
- Mayerlis Angarita (Colombie)
- Julienne Lusenge (République démocratique du Congo)
- Erika Aifan (Guatemala)
- Shohreh Bayat (Iran)
- Muskan Khatun (Népal)
- Zahra Mohamed Ahmad (Somalie)
- Alicia Vacas Moro (Espagne)
- Ranitha Gnanarajah (Sri Lanka)
- Canan Güllü (Turquie)
- Ana Rosario Contreras (Venezuela)

### 2022
La cérémonie de 2022 a lieu le 14 mars. Elle est virtuelle et n'accueille que les services de presses.
Les récipiendaires sont :
- Rizwana Hasan (Bangladesh)
- Simone Sibilio do Nascimento (Brésil)
- Ei Thinzar Maung (Birmanie)
- Josefina Klinger Zúñiga (Colombie)
- Taif Sami Mohammed (Irak)
- Facia Boyenoh Harris (Liberia)
- Najla El Mangoush (Libye)
- Doina Gherman (Moldavie)
- Bhumika Shrestha (Népal)
- Carmen Gheorghe (Roumanie)
- Roegchanda Pascoe (Afrique du Sud)
- Phạm Đoan Trang (Viêt Nam)

### 2023

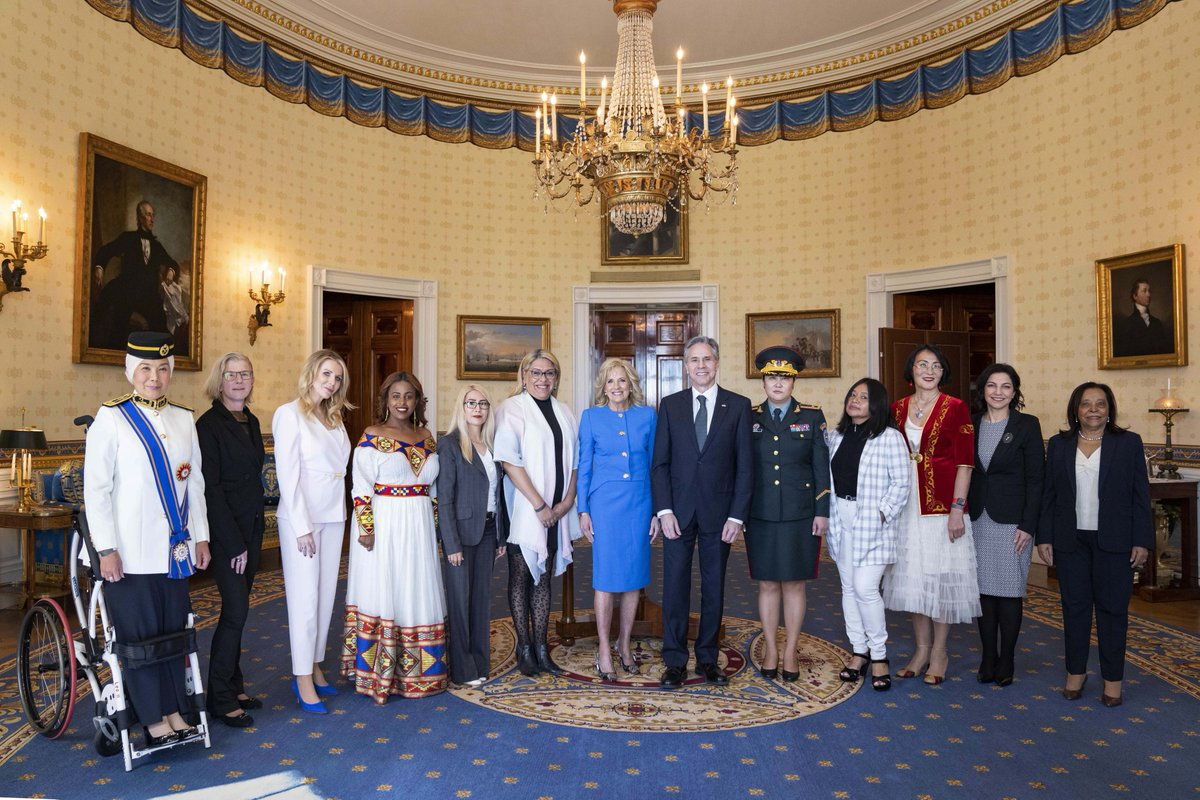
Les lauréates du Prix international de la femme de courage 2023.

Pour 2023, la cérémonie se déroule le 8 mars à la Maison-Blanche. Elle honore :
- Hadeel Abdel Aziz (Jordanie)
- Danièle Darlan (République centrafricaine)
- Bolor Ganbold (République populaire mongole)
- Zakira Hekmat (Afghanistan)
- Meaza Mohammed (Éthiopie)
- Ioulia Païevska (Ukraine)
- Ras Adiba Radzi (Malaisie)
- Doris Ríos (Costa Rica)
- Alba Rueda (Argentine)
- Bakhytzhan Toregozhina (Kazakhstan)
- Bianka Zalewska (Pologne)

Un autre prix de groupe honorifique est décerné aux « femmes et jeunes filles manifestantes d'Iran » en réponse à la mort de Mahsa Amini et aux manifestations contre le gouvernement.

### 2024
La cérémonie a lieu le 4 mars 2024. Les lauréates sont :
- Benafsha Yaqoobi (Afghanistan)
- Fawzia Karim Firoze (Bangladesh)
- Volha Harbounova (Biélorussie)
- Ajna Jusić (Bosnie-Herzégovine)
- Myintzu Win (Birmanie)
- Marta Beatriz Roque (Cuba)
- Fátima Corozo (Équateur)
- Fatou Baldeh (Gambie)
- Fariba Balouch (Iran)
- Rina Gonoi (Japon)
- Rabha El Haymar (Maroc)
- Agather Atuhaire (Ouganda)